# واسط مغز و رایانه
واسط مغز-رایانه (brain–computer interface) (مخفف: BCI)، که برخی مواقع به آن واسط مغز-ماشین (BMI) نیز گفته می‌شود، یک مسیر مستقیم ارتباطی بین فعالیت‌های الکتریکی مغزی و یک دستگاه خارجی است که اغلب یک کامپیوتر یا عضو رباتیک می‌باشد. واسط‌های مغز و رایانه اغلب برای چنین اهدافی به کار می‌روند: تحقیقات، نگاشت مغزی، یاریگری، ازدیاد توانایی انسان، ترمیم ادراک انسانی یا عملکردهای حسی-حرکتی. دامنه پیاده‌سازی‌های BCIها در چنین مواردی است: EEG،‏ MEG،‏ EOG،‏ MRI، که برحسب این که الکترودها تا چه میزان نزدیک بافت عصبی باشند، برخی تاحدی تهاجمی (مثل ECoG و درون-عروقی) و برخی دیگر تهاجمی (مثل آرایه میکروالکترودی) هستند.
تحقیقات بر روی BCIها در دهه ۱۹۷۰ میلادی توسط «ژاک وایدال» (Jacques Vaidal) در دانشگاه کالیفرنیا در لس آنجلس (UCLA) تحت کمک هزینه از سوی بنیاد ملی علوم و در پی بسته شدن قراردادی با دارپا شروع شد. مقاله ۱۹۷۳ میلادی وایدال، اولین ظهور عبارت «واسط مغز-کامپیوتر» در متون علمی است.
بر اساس قابلیت انعطاف‌پذیری غشای خارجی مغز، پیامهایی که از اندام‌های ساختگی کاشته شده ارسال می‌گردند، پس از سازگاری، می‌توانند مانند ارتباطات طبیعی حسی-حرکتی توسط مغز کنترل شوند. پس از سال‌ها آزمایش بر روی جانوران، اولین دستگاه‌های نوروپروستتیک کاشته شده در انسان‌ها طی اواسط دهه ۱۹۹۰ میلادی ظهور پیدا کردند.
اخیراً مطالعاتی در زمینهٔ تعامل انسان و رایانه صورت گرفته که در آن از یادگیری ماشین برای تحلیل داده‌های آماری زمانی استخراج شده از لوب پیشانی (نوار مغزی EEG) استفاده کرده‌اند و در نتیجه آن موفقیت بالایی در رده‌بندی حالات ذهنی (استراحت، خنثی، تمرکز)، حالات هیجانی ذهنی (منفی، خنثی، مثبت) و دیسریتمیای تالاموکورتیکال بدست آمده‌است.